# Bjarni Tryggvason
Bjarni Valdimar Tryggvason (Reykjavik, 21 september 1945 – Vancouver, 5 april 2022) was een IJslands-Canadees ruimtevaarder. 
Tryggvason werd in 1983 geselecteerd als astronaut door de Canadian Space Agency. Zijn eerste en enige ruimtevlucht was de STS-85 met de spaceshuttle Discovery en vond plaats op 7 augustus 1997. Tijdens de missie werd er onderzoek uitgevoerd met de Atmosphere-Shuttle Pallet Satellite (CRISTA-SPAS-2).
In 2008 ging hij als astronaut met pensioen. Tryggvason overleed in april 2022 op 76-jarige leeftijd.
- Gemeinsame Normdatei: 1255054506
- Virtual International Authority File: 3530152139984011100004